# Holes (album)
Holes è l'album studio di debutto della band canadese The Midway State, pubblicato nel 2008. Alcune canzoni erano presenti anche nel loro EP Met a Man on Top of the Hill.

## Tracce
1. Never Again - 3:30
2. Change for You - 3:28
3. Nobody Understands - 4:53
4. Can't Stop Waking Up to You - 4:19
5. Unaware -
6. Fireflies - 4:54
7. Holes - 3:58
8. Hold My Head Up - 4:38
9. Fire Keeps Burning - 4:27
10. I Know - 4:40
11. Where Did We Go - 3:39
12. Don't Crying - 4:17